# Philya curvicornis
Philya curvicornis är en insektsart som beskrevs av Carl Stål. Philya curvicornis ingår i släktet Philya och familjen hornstritar. Inga underarter finns listade i Catalogue of Life.